# Calandrella brachydactyla
La calandrella (Calandrella brachydactyla Leisler, 1814), è un uccello della famiglia degli Alaudidae.

## Biologia

### Riproduzione

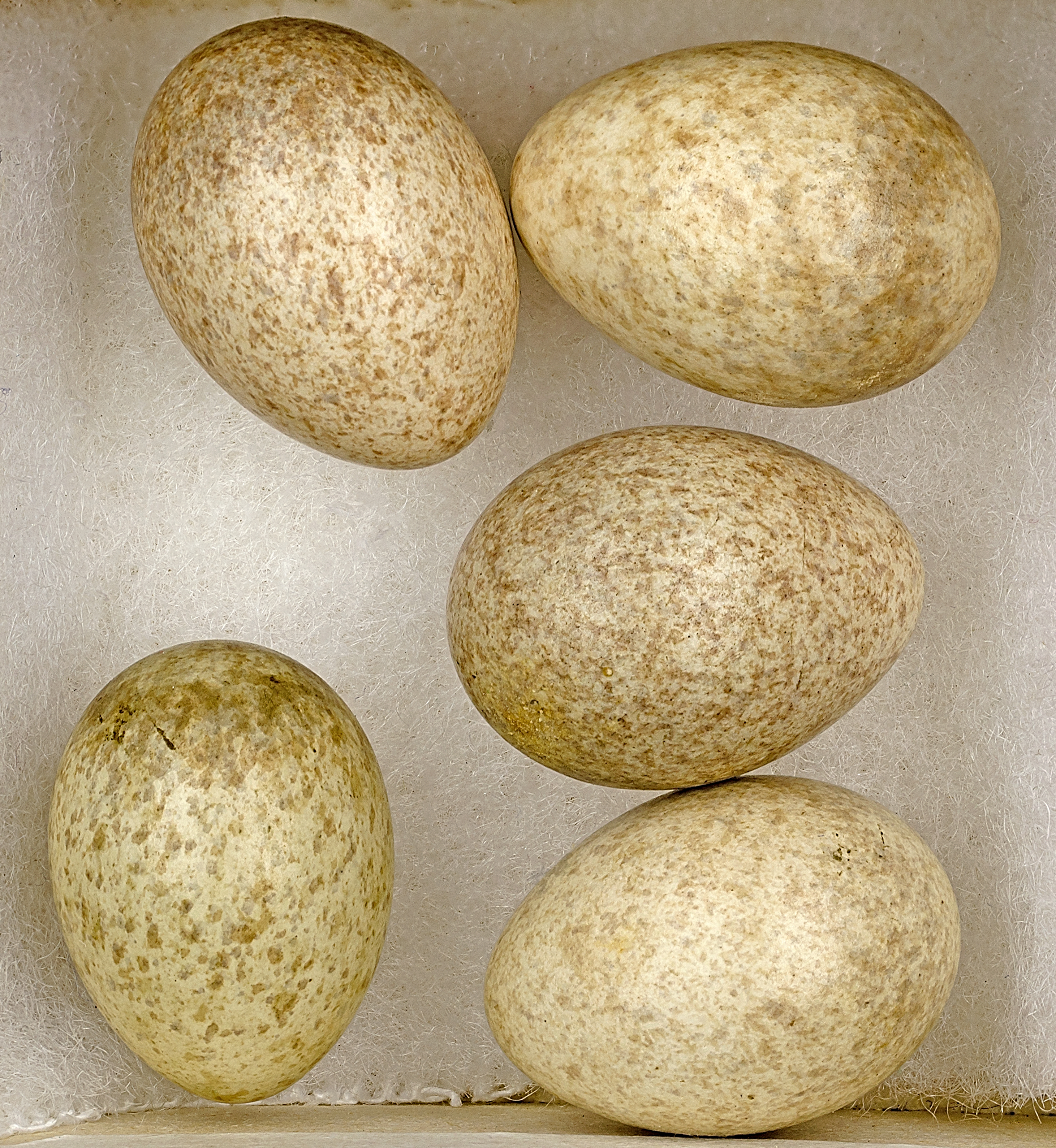
Calandrella brachydactyla

Nidifica in un periodo abbastanza lungo, a seconda della sottospecie, si possono trovare nidi di questo uccello, da marzo fino ad ottobre.

## Distribuzione e habitat
La calandrella è diffusa in quasi tutta Europa, Asia, ed Africa; in Italia nidifica un po' in tutta la penisola, con prevalenza della penisola salentina.
I suoi habitat preferenziali sono gli spazi aperti, come pascoli, campi coltivati, praterie e spiagge.

## Sistematica
Sono state descritte 9 sottospecie:
- Calandrella brachydactyla brachydactyla
- Calandrella brachydactyla longipennis
- Calandrella brachydactyla rubiginosa
- Calandrella brachydactyla hungarica
- Calandrella brachydactyla hermonensis
- Calandrella brachydactyla woltersi
- Calandrella brachydactyla artemisiana
- Calandrella brachydactyla dukhunensis
- Calandrella brachydactyla orientalis